# Західно-Сибірська залізниця
Західно-Сибірська залізниця — залізниця, одна з дільниць Транссибірської магістралі.

## Історія
Залізниця побудована у період 1892—1896 за рахунок коштів скарбниці. Основні лінії: Челябінськ — Курган (1893), Курган — Омськ (1894), Омськ — річка Об (1895). Проходила територією Оренбурзької, Тобольської, Томської, Іркутської губерній, Акмолінської області. довжина залізниці на 1899 рік — 1408 км.
Залізниця перебувала під кермом Міністерства шляхів сполучення, управління дороги в Челябінську. У 1899 разом з Середньосибірською залізницею увійшла до складу Сибірської залізниці.
Західно-Сибірська залізниця в нинішньому вигляді утворилася результаті об'єднання в 1961 Омської і Томської залізниць. Залізниця є філією ВАТ РЖД. Управління залізниці в Новосибірську.

## Опис
Залізниця обслуговує ділянки на території Омської, Новосибірської, Кемеровської, Томської областей, Алтайського краю кілька ділянок на півночі Казахстану.
Розгорнута довжина головних колій магістралі становить 8.985,6 км, експлуатаційна довжина — 5.602,4 км. До складу залізниці входить частина Транссибу, частина Середньосибірської залізниці. 
У 1996 році до складу залізниці включена Кемеровська залізниця з Томською лінією.
У структурі навантаження Західно-Сибірської залізниці основний відсоток займає вугілля — 70,8 %, будівельні матеріали — 5,5 %, нафтопродукти — 4,5 %, чорні метали — 3,8 %.

## Структура Західно-Сибірської залізниці

### Відділення залізниці
- Алтайське відділення
- Кузбаське відділення
- Новосибірське відділення
- Омське відділення